# Hylomyscus aeta
Hylomyscus aeta је врста глодара из породице мишева (лат. Muridae).

## Распрострањење
Ареал врсте покрива средњи број држава у централној Африци. Врста има станиште у Камеруну, Бурундију, Централноафричкој Републици, ДР Конгу, Републици Конго, Екваторијалној Гвинеји, Габону, Руанди и Уганди.

## Станиште
Станиште врсте су шуме и планинске шуме до 1.200 метара у западној Африци, и од 1.670 до 2.100 метара у Бурундију.

## Угроженост
Ова врста није угрожена, и наведена је као последња брига јер има широко распрострањење.